# Гипсилофодон
Гипсилофодон (лат. Hypsilóphodon) — род растительноядных динозавров, живших во время раннемеловой эпохи (готеривский — барремский века, 130—125 миллионов лет назад). Известен по ископаемым остаткам, обнаруженным на острове Уайт в Южной Англии. В настоящее время выделяется только один вид этого рода динозавров — Hypsilophodon foxii. Гипсилофодон достигал длины 2,3 метра и высоты 1,7 метра при массе до 70 кг. Впервые как новый род динозавров его описал Томас Генри Хаксли (или Гексли) в 1869 году.
В некоторых источниках роду приписываются ископаемые остатки спорной систематической принадлежности, обнаруженные на территории Испании, Румынии, Франции и Японии.

## Этимология
Название Hypsilophodon составлено из др.-греч. ὕψι — «вверх, кверху», λόφος — «гребень», ὀδούς — «зуб». Такое название Хаксли дал гипсилофодону за особое строение зубов. Они были вытянутыми, неровными по краям и прекрасно подходили для того, чтобы резать листву и некоторые тонкие ветки.

## Описание

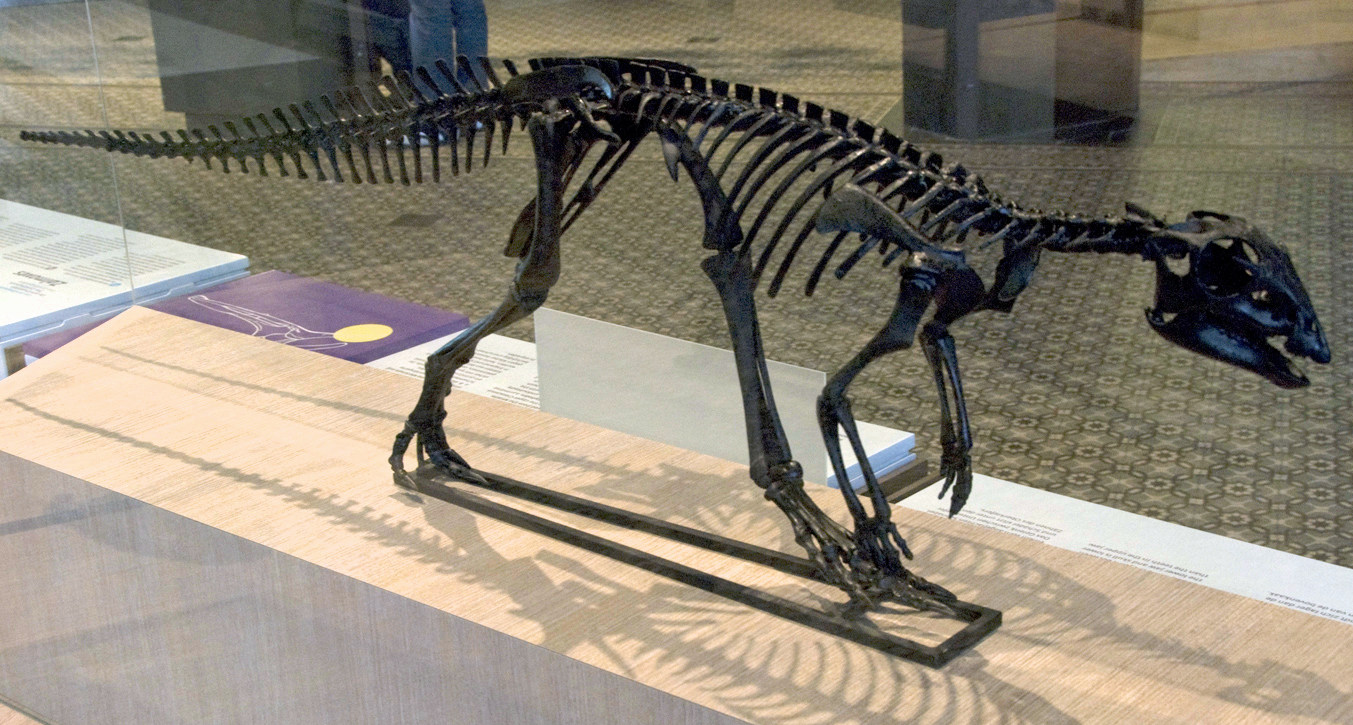
Копия скелета гипсилофодона, смонтированная в соответствии с современными представлениями об анатомии динозавра

Гипсилофодон передвигался на двух длинных лёгких задних конечностях, перебирая ими очень быстро и делая достаточно большие шаги. Скорее всего, задние лапы гипсилофодона были похожи на лапы современной нелетающей птицы, например, на лапы эму. На концах этих задних лап находилось четыре вытянутых пальца, также способствовавших скорости и помогавших ему сохранять равновесие при беге. Также он имел очень сильные мышцы таза и бёдер. Гипсилофодон имел длинный хвост, служивший ему как рулём для управления телом, так и для обороны: если за ним гнался не слишком большой хищник, он мог сбить его с ног мощным ударом. Кости его скелета лёгкие. Всё это помогало гипсилофодону развивать высокую скорость — до 50 км/ч, хотя сам он был довольно маленьким животным. Из-за этого его ещё иногда называют «газелью мира динозавров». В основном, высокую скорость он развивал для того, чтобы спастись от таких хищников, как альтиспинакс.

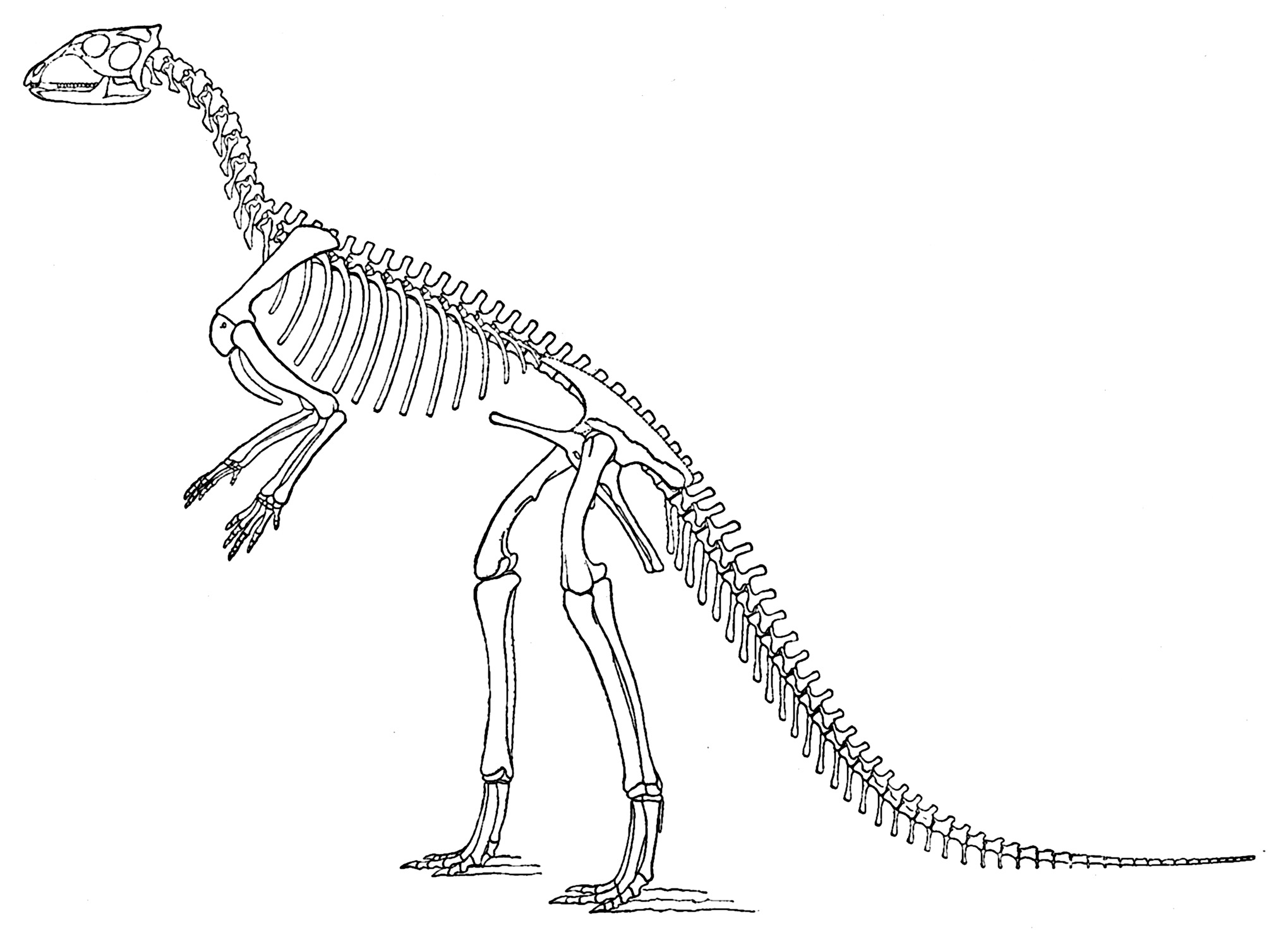
Реконструкция скелета гипсилофодона, выполненная Чарлзом Маршем, до 1923 года

Череп у него был глубокий и вытянутый, размером чуть больше ладони взрослого человека. Ротовая полость гипсилофодона была характерна для гипсилофодонтид: в самом начале располагался роговой клюв, позади него несколько передних зубов на верхней стенке, а также жевательные зубы сзади. Общее количество зубов взрослой особи от 28 до 30 штук. Впадины в челюстях с обеих сторон позволяют предположить, что животное имело защёчные карманы, помогавшие удерживать пищу во рту при пережёвывании. Зрение у гипсилофодона было отличным — об этом свидетельствуют два кольца, каждое из множества мелких косточек, располагавшихся вокруг глаз. Передние конечности гипсилофодона были короткими с пятью пальцами на каждой, на пальцах располагались маленькие коготки.

## Образ жизни
Из-за своего маленького размера гипсилофодоны, скорее всего, вели образ жизни, похожий на образ жизни современных африканских антилоп: жили стадами, употребляли в пищу только нежные листья и ветки низкорослых деревьев (иногда мох), а от крупных хищников спасались быстрым бегом. Жили гипсилофодоны в зоне с умеренным климатом: летом было тепло и много растительности — это было время повышенной активности гипсилофодонов, они старались накопить как можно больше питательных веществ на зиму; зимой температура опускалась до −6 °С, очевидно, в это время года гипсилофодоны впадали в спячку. Скорее всего, манерой поведения они были похожи на отниелию: находились ближе к более крупным травоядным животным, которые могли отпугнуть хищников.

## История исследования

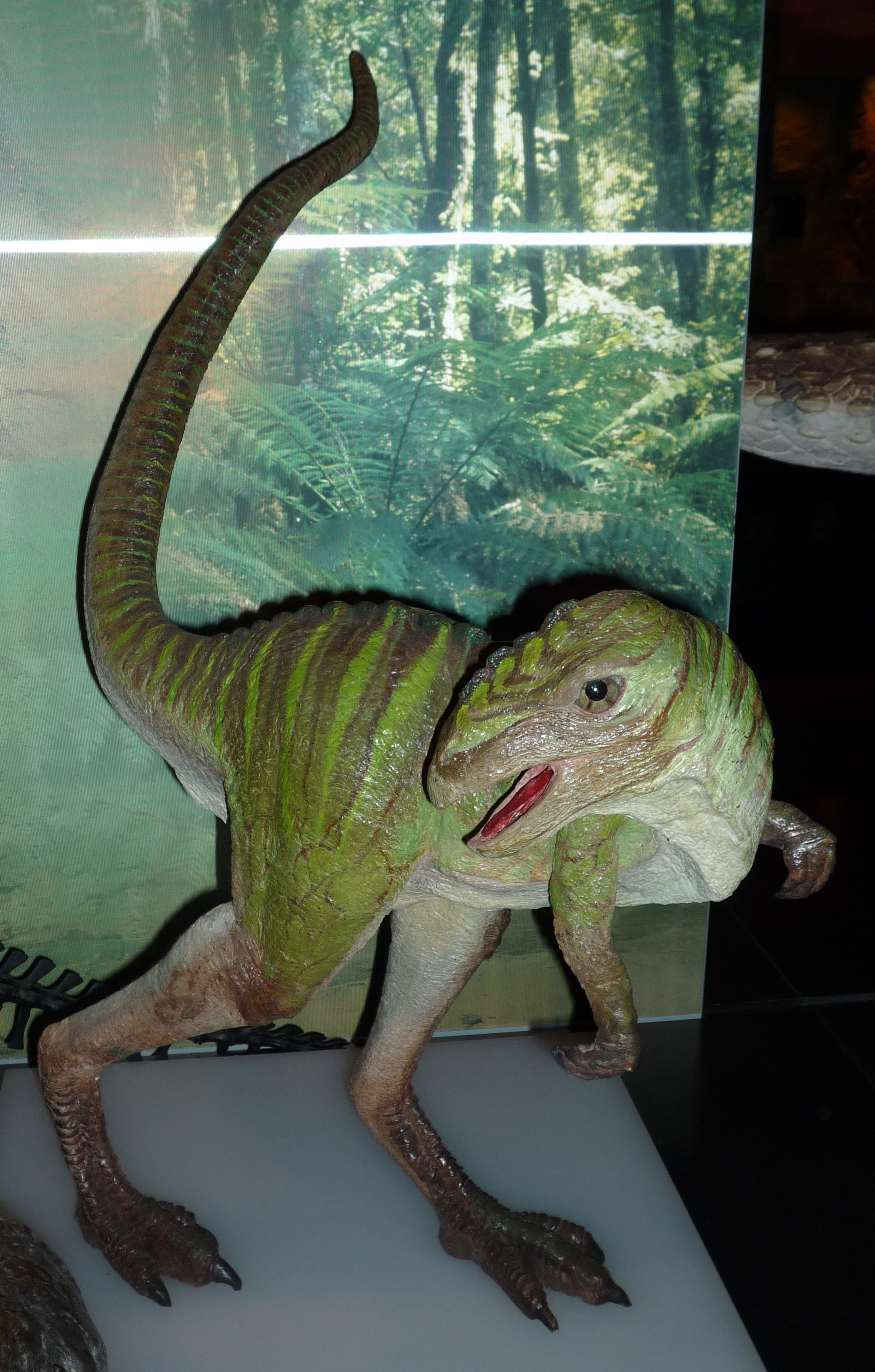
Полноразмерная модель гипсилофодона, экспонируемая в Австралийском музее, Сидней, 2009 год

Впервые остатки гипсилофодона были найдены в 1849 году на острове Уайт в Южной Англии. После того, как кости гипсилофодона изучили в первый раз, учёные решили, что они принадлежат детёнышам игуанодона.
В 1870 году палеонтолог Хаксли пересмотрел прежнее описание и понял, что перед ним не что иное, как новый вид динозавров. Он сделал новое описание, основываясь на нескольких скелетах, найденных в 1868 году палеонтологом-любителем преподобным Уильямом Фоксом (англ. William Fox, 1813—1881), в честь которого и был назван вид Hypsilophodon foxii, и выделил гипсилофодона как новый род.
В 1882 году учёный-палеонтолог из Великобритании Джеймс Хальк выдвинул идею о том, что, судя по строению длинных пальцев на передних лапах, гипсилофодон мог карабкаться по деревьям, как современный древесный кенгуру в Австралии. Эту идею поддержали и другие палеонтологи того времени, так как, согласно реконструкции Халька, его загнутые когти затрудняли бы передвижение по земле, однако были очень удобны для лазанья по деревьям.
Но в 1974 году британский палеонтолог П. М. Галтон (англ. Peter M. Galton) собрал скелет гипсилофодона в несколько другом порядке — он правильно повернул пальцы ног животного: теперь они были направлены в одну сторону, и, следовательно, были непригодны для жизни на деревьях. Эта реконструкция остаётся действительной в настоящее время.

## Палеоэкология
Гипсилофодоны, как и все травоядные животные, являлись частью пищевой цепи. Так же, как и сегодня, мы наблюдаем тысячи пищевых цепей по всему миру (например, трава → заяц → лисица), в раннем меловом периоде их было не меньше. Поэтому, зная особенности флоры и фауны, климата и рельефа того времени, мы можем сконструировать подобную пищевую цепь: низкорослые папоротниковидные растения → гипсилофодон → неовенатор (лат. Neovenator). Возможно, цепочка была намного длиннее, так как в Англии и Испании обитало ещё огромное количество видов деревьев, средних по величине и огромных хищников.

## Классификация и вымирание
Гипсилофодоны были птицетазовыми динозаврами и принадлежали к инфраотряду орнитопод. Они относились к семейству гипсилофодонтид до момента признания семейства парафилетической группой. В 2008 году род отнесли к базальным орнитоподам.
Род гипсилофодон включал в себя лишь один вид Hypsilophodon foxii. Вымер этот род динозавров примерно 100,5 млн лет назад, просуществовав чуть меньше 36 млн лет. Почему он вымер, до сих пор не выяснено, возможно, гипсилофодоны не смогли приспособиться к изменениям климата.
| Докембрий | Фанерозой | Фанерозой | Фанерозой | Фанерозой | Фанерозой | Фанерозой | Фанерозой | Фанерозой | Фанерозой | Фанерозой | Фанерозой | Фанерозой | Эон       |
| Докембрий | Палеозой  | Палеозой  | Палеозой  | Палеозой  | Палеозой  | Палеозой  | Мезозой   | Мезозой   | Мезозой   | Кайнозой  | Кайнозой  | Кайнозой  | Эра       |
| --------- | --------- | --------- | --------- | --------- | --------- | --------- | --------- | --------- | --------- | --------- | --------- | --------- | --------- |
| Докембрий | Кембрий   | Ордо вик  | Сил ур    | Девон     | Карбон    | Пермь     | Триас     | Юра       | Мел       | Палео ген | Нео ген   |           | П-д       |
| 4567      | 538,8     | 486,85    | 443,1     | 419,62    | 358,86    | 298,9     | 251,902   | 201,4     | 143,1     | 66,0      | 23,04     |           | млн лет ← |
| 4567      | 538,8     | 486,85    | 443,1     | 419,62    | 358,86    | 298,9     | 251,902   | 201,4     | 143,1     | 66,0      | 23,04     | 2,58      |           |

## В культуре
Упоминается в романах Майкла Крайтона «Парк Юрского периода» и «Затерянный мир»:

Неподалёку паслось стадо гипсилофодонов. Зелёные газелеподобные животные опасливо поднимали головы каждый раз, когда слышали металлический лязг.